# Rut

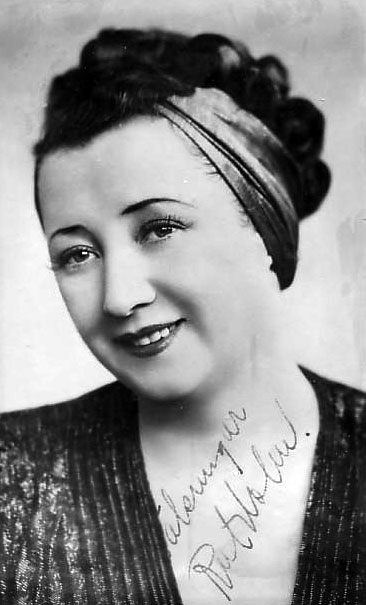
Rut Holm, 1940.

Rut eller Ruth är ett kvinnonamn med hebreiskt ursprung. Betydelsen är osäker och olika förklaringar har föreslagits, bland annat vänskap, medkänsla och herdinna.
Äldsta belägg i Sverige, år 1621. 
År 1900 var Rut på 12:e plats på listan över de populäraste namnen bland de nyfödda. Numera[när?] ökar åter namnets popularitet, men det är fortfarande relativt ovanligt bland de yngsta flickorna som tilltalsnamn. 31 december 2005 fanns det totalt 42 737 personer i Sverige med namnet Rut eller Ruth, varav 24 464 med det som tilltalsnamn. År 2003 fick 229 flickor namnet, varav 31 fick det som tilltalsnamn.
Namnsdag: den 4 januari. I den finlandssvenska namnsdagslängden har Rut namnsdag 4 januari sedan 1929, då en egen namnsdagkalander togs i bruk för finlandssvenskar.

## Personer med namnet Rut
- Ruth Bader Ginsburg, amerikansk jurist och domare i högsta domstolen
- Ruth Beitia, spansk friidrottare, olympisk guldmedaljör
- Ruth Benedict, amerikansk antropolog
- Ruth Brown, amerikansk R&B-sångerska
- Ruth Cardoso, brasiliansk antropolog
- Ruth Chatterton, amerikansk skådespelerska
- Rut Cronström, svensk skådespelerska
- Ruth Dreifuss, schweizisk politiker
- Ruth Ellis, brittisk nattklubbsvärdinna, sista kvinnan att avrättas i Storbritannien
- Ruth Fuchs, tysk spjutkasterska, tvåfaldig olympisk mästarinna och politiker
- Ruth Gustafson, svensk politiker
- Rut Holm, svensk skådespelerska och sångerska
- Ruth Kasdan, svensk skådespelare
- Ruth Kelly, brittisk parlamentsledamot och minister
- Ruth Maier, österrikisk filosofie doktor, judinna och kallad "Norges Anne Frank"
- Ruth Milles, svensk skulptör och författare
- Ruth Perry, statsöverhuvud och president i Liberia
- Ruth Prawer Jhabvala, tysk-brittisk-indisk författare
- Ruth Rendell, brittisk författare
- Ruth St. Denis, amerikansk dansös
- Ruth Smith, färöisk konstnär
- Ruth Svedberg, svensk friidrottare, OS-brons 1928
- Rut Tellefsen, norsk skådespelerska
- Babe Ruth, amerikansk professionell basebollspelare